# A Gift of Love
A Gift of Love — сборник американской певицы и актрисы Бетт Мидлер, выпущенный 4 декабря 2015 года на лейбле Rhino Entertainment. На альбоме представлены лучшие баллады исполнительницы из предыдущих альбомов.

## Список композиций
| №                   | Название                               | Автор(ы)                                  | Из альбома                          | Длительность |
| ------------------- | -------------------------------------- | ----------------------------------------- | ----------------------------------- | ------------ |
| 1.                  | «Favorite Waste of Time»               | Маршалл Кеншоу                            | No Frills (1983)                    | 2:46         |
| 2.                  | «In This Life»                         | Майк Рейд, Аллен Шамблин                  | Bette of Roses (1995)               | 4:12         |
| 3.                  | «The Gift of Love»                     | Сюзанна Хоффс, Том Келли, Билли Стайнберг | Some People’s Lives (1990)          | 4:07         |
| 4.                  | «Bed of Roses»                         | Бонни Хайес                               | Bette of Roses (1995)               | 4:12         |
| 5.                  | «From a Distance»                      | Джули Голд                                | Some People’s Lives (1990)          | 4:38         |
| 6.                  | «Wind Beneath My Wings»                | Джефф Силбар, Ларри Хенли                 | Beaches (1988)                      | 4:54         |
| 7.                  | «Come Rain or Come Shine»              | Гарольд Арлен, Джонни Мерсер              | For the Boys (1991)                 | 3:15         |
| 8.                  | «The Rose»                             | Аманда Макбрум                            | The Rose (1979)                     | 3:24         |
| 9.                  | «As Dreams Go By»                      | Энди Хилл, Питер Синфилд                  | Bette of Roses (1995)               | 5:10         |
| 10.                 | «It’s Too Late»                        | Бонни Хайес, Боб Тьель мл., Тонио Кей     | Bette of Roses (1995)               | 4:42         |
| 11.                 | «All I Need to Know»                   | Барри Манн, Том Сноу, Синтия Вайль        | No Frills (1983)                    | 4:08         |
| 12.                 | «Every Road Leads Back to You»         | Дайан Уоррен                              | For the Boys (1991)                 | 3:49         |
| 13.                 | «Shining Star»                         | Лео Грэхем, Пол Ричмонд                   | Bette (2000)                        | 4:48         |
| 14.                 | «To Deserve You»                       | Мария Макки                               | Bette of Roses (1995)               | 4:11         |
| 15.                 | «Night and Day»                        | Билли Хьюз, Роксан Симан                  | Some People’s Lives (1990)          | 5:31         |
| 16.                 | «(Talk to Me of) Mendocino»            | Кейт Макгерригл                           | It’s the Girls! (2014)              | 3:00         |
| 17.                 | «The Hunter Gets Captured by the Game» | Смоки Робинсон                            | It’s the Girls! (2014)              | 3:36         |
| 18.                 | «Let Me Just Follow Behind»            | Муги Клингман                             | Songs for the New Depression (1976) | 3:40         |
| Общая длительность: | Общая длительность:                    | Общая длительность:                       | Общая длительность:                 | 75:07        |

## Чарты
| Чарт (2016)                      | Высшая позиция |
| -------------------------------- | -------------- |
| Австралия (ARIA)                 | 46             |
| Великобритания (UK Albums Chart) | 25             |
| Ирландия (IRMA)                  | 74             |

## Продажи и сертификации
| Регион                                                                      | Сертификация | Продажи |
| --------------------------------------------------------------------------- | ------------ | ------- |
| Великобритания (BPI)                                                        | Серебряный   | 60 000  |
| Данные о продажах + прослушиваниях приведены только на основе сертификации. |              |         |